# Cylindrifrons succandidalis
Cylindrifrons succandidalis là một loài bướm đêm trong họ Crambidae.